# それでも僕は生きている
「それでも僕は生きている」（それでもぼくはいきている）は、NormCoreの楽曲。2017年11月22日に1枚目のシングルとしてビーイングから発売された。

## 解説
デビュー作となった本作はTOKYO MX『EVIL OR LIVE』主題歌。

## 収録トラック
全曲の作詞・作曲をFumiが手掛けている。
CD
1. それでも僕は生きている
編曲 - 橘井健一
2. 天空の涙
編曲 - 田尻尋一

DVD
1. それでも僕は生きている (MUSIC VIDEO)
2. それでも僕は生きている（MUSIC VIDEOオフショット）